# Börje Norling

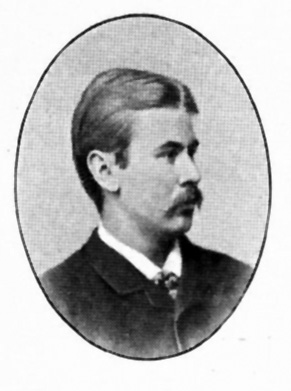
Börje Norling.

Ture Börje Norling, född 20 mars 1859 på Mälby i Frustuna socken, Södermanlands län, död 17 november 1894 i Köpenhamn, var en svensk mejerist och författare.

## Biografi
Norling var en tid innehavare av Malmö nya mejeri. Han utgav som student vid Uppsala universitet den uppseendeväckande skriften Nya skolan bedömd i literaturhistorien (1880), där han ifrågasatte bland andra Bernhard Elis Malmströms och Anders Fryxells i hans tycke fientliga och orättvisa kritik av fosforisterna. Den boken följdes av Nya skolan bedömd i nutidens press. Antikritik (1882). Han översatte Ballader och romanser av Ludwig Uhland (1881) samt utgav Valda humoristiska och poetiska skrifter av Lorenzo Hammarsköld (1882). 
Börje Norling är begravd på Norra begravningsplatsen utanför Stockholm. Han var sonson till veterinären Sven Adolf Norling.